# 加影
加影，是马来西亚雪兰莪州东南部的一个城市也是一个巫金，隶属于加影市议会。其面积为787.61平方公里，依据加影官方网站指出，加影离首都吉隆坡东南方14英里左右，人口于2010年为342,657。该市顺时针面向彭亨文冬、森美兰汝来、雪邦县、梳邦再也、吉隆坡和安邦。
加影市区内有一条高速公路加影外环公路（SILK）衔接市内各个城镇。

## 地名
关于加影地名的由来的说法有很多种，根据历史资料记载，加影是“Kajang”的中文音译，是指由棕榈类野生板蓝（Nipah）叶或竹的编织品，可编织成亚答之类的植物，用以遮阳或避雨。其中一个地名版本的说法是，当时苏丹莫哈末德（Sultan Mohamed Ibni-Alma Hum Sultan Ibrahim）从印尼的廖内带回一名随从督里利（Tok Lili），协助开垦当时还是沼泽的加影。他们看见两岸到处都长着上述棕榈树“Kajang”，因此将该地区命名为“Kajang”。这个地点就是现今加影流古路18英里处的双溪登卡，也是现今加影的发源地，被称之为“老加影”。另一个地名说法是，当时加影是个盛产稻米和锡米的地区，稻米等土产收割完毕后，就由牛车运载到吉隆坡销售，然后当地居民再买一些日常用品回来。牛车的顶盖就是用加影叶编织的亚答制作的。每当牛车快抵达村庄时，当地居民远远望见了车顶的顶盖，就会高喊“加影！加影！”因此便把地名改为“加影”，并沿用至今。

## 历史
加影从1709年开始便有人类居住，并在巴生战争之后开埠。由于其位于乌鲁冷岳县的中心，使得加影发展成为该县的县府。在加影开埠以前的1840年代后期左右，双溪登卡（Sungai Tangkas）18英里的流古路被人发现蕴含锡矿，吸引美国人在郊区开辟矿场。当时聘请的矿工多半来自森美兰州的惠州人，然而最早在加影落脚的是福建人。在1880年，原属于双溪乌戎土邦的流古（Reko）和加影区域改归雪兰莪管辖。而英国种植集团如英吉肯纳（Inch Kenneth）和威斯（West Country）园丘，便于1890年代在流古一带种植咖啡和橡胶，也因矿业和种植业的蓬勃发展，使得加影开始发展成为城镇。1889年，英殖民政府为了方便锡矿与橡胶园产品的运输工作，开始展开铺路工程，以衔接加影与吉隆坡两个地方。铁道局也在1890年在加影兴建衔接至芙蓉的铁道，并也有加影设立站点，使加影在当时就拥有比较先进的交通系统。19世纪末，随着锡矿价钱滑落，橡胶的需求量开始增长。这时流古路18英里处的老加影已有很多人类聚居。为了维持当地的治安，英政府在当地兴建了一座警察局。
当时的加影享有“中马文化城”的美誉，因为当地是少有拥有中小学至大专教育的地区。根据资料记载，加影在1909年已设有两所华文学校，即育华学校的前身文化学校与华侨学校，惟华侨学校已在1948年紧急法令时期停办。加影在战二战前拥有三所中学，其中包括育华中学和华侨中学，另一所则是高级中学，吸引许多外地人都前来求学。随着华教机构董教总教育中心与新纪元学院在独立后于加影设立，使当地成为华社其中一个重要的地标。
加影从1970年年底开始便大雨连绵不断，免打磷街旁的呀吃河（冷岳河）河水高涨，1971年元旦开始爆发全国大水灾，其中加影也不例外。整个加影和附近的新村都被浸在水中，当中以仙水港（Bukit Angkat）情况最为严重，当地的房子跟被洪水淹至屋顶。来往加影和锡米山的道路，和来往南北的铁桥和铁轨也被洪水冲歪了。

## 人口
加影市的人口为342,657人，其中60.4%是马来人、19.3%是华人、9.7%是印度人和10.6％的人则为其他种族。

## 主要地区
加影市主要地区为锡米山、士毛月、绍嘉娜英比安花园、双溪甘丹、直落河、双溪拉玛、双溪士加末、蕉赖、流古路、武吉路、柏丽玛绍佳娜花园、甘丹柏迈花园、加影金山岭、斯里拉玛花园、加影辉煌花园、加影工艺城和峇玲珑。
市区主要花园住宅区有流古路皇冠花园、流古路花园、亲善花园（Taman Mesra）、斯里玛斯、金沙花园、南顺发花园、李仁记花园、国花园、新加影花园及斯里加影花园等。
此外，万宜、万宜新镇、武来岸、双溪龙、加影新城、加影先锋镇、武吉皇冠城等皆位于加影市议会范围。

## 地标
加影市的地标为加影体育场。该体育场可容纳5000人并为加影市社区提供进行足球比赛。

## 交通

### 公路
加影拥有良好的道路系统，其市内拥有加影外环公路、蕉赖加影大道及南北大道。目前以上大道都需要给过路费。此外加影也有联邦公路连接其他市镇。

### 公共交通
加影市内拥有一座火车站 KB06 加影站，由马来亚铁道营运，也是9加影线的南端终点站，于2017年7月开放，同时加影体育场站也紧临市中心。

## 基建

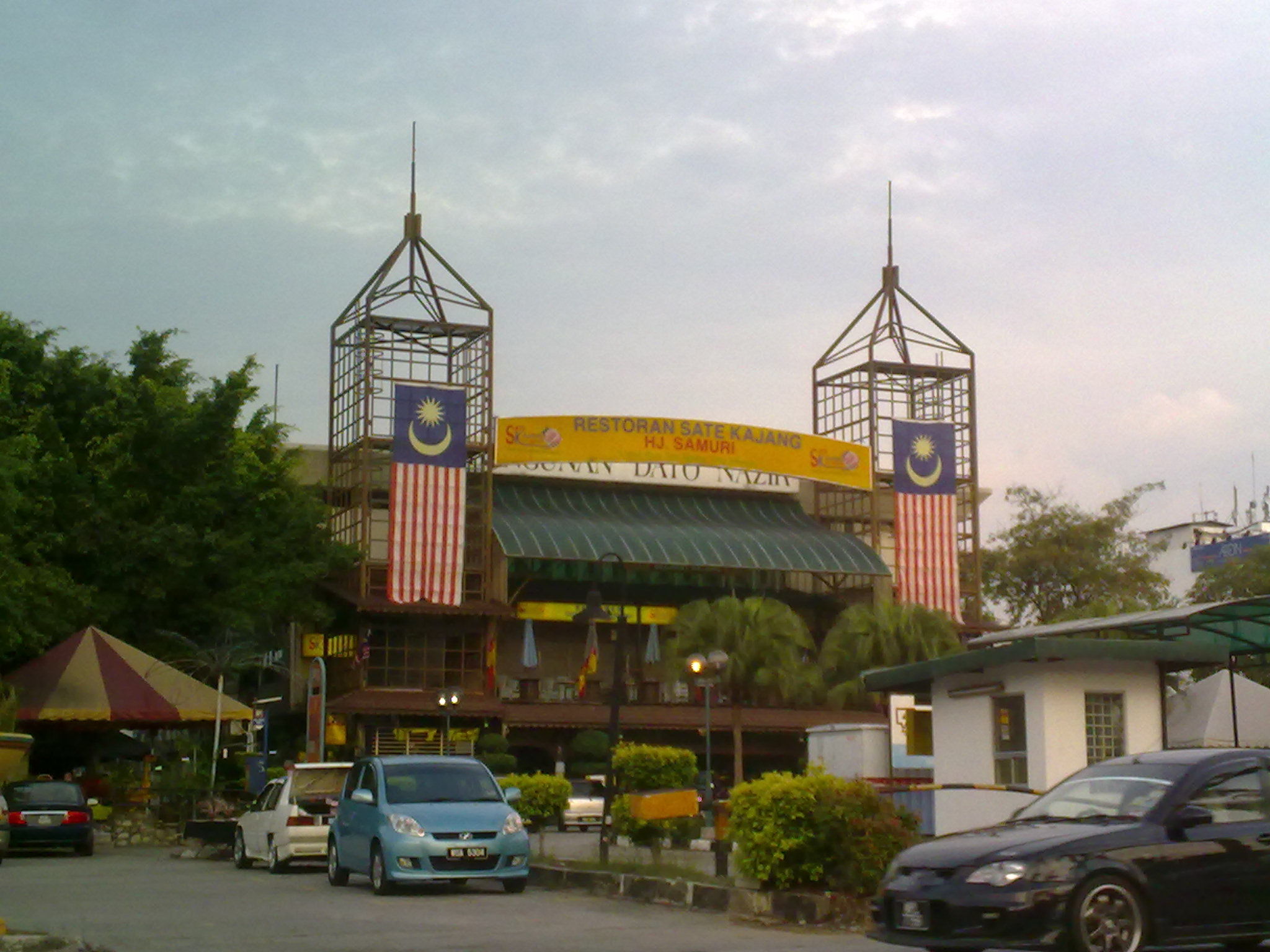
位于加影体育场旁的拿督纳兹尔沙爹建筑

加影市也被称为"沙爹城" 因为其有名的沙爹，使其成为游客必到的美食景点。
当地也有一间监狱（加影监狱），也是马来西亚监狱局的总部所在地。
当地拥有大型购物商场、完善的医院、乌冷县办公室以及坐落于市中心的加影广场（Kajang Plaza）。

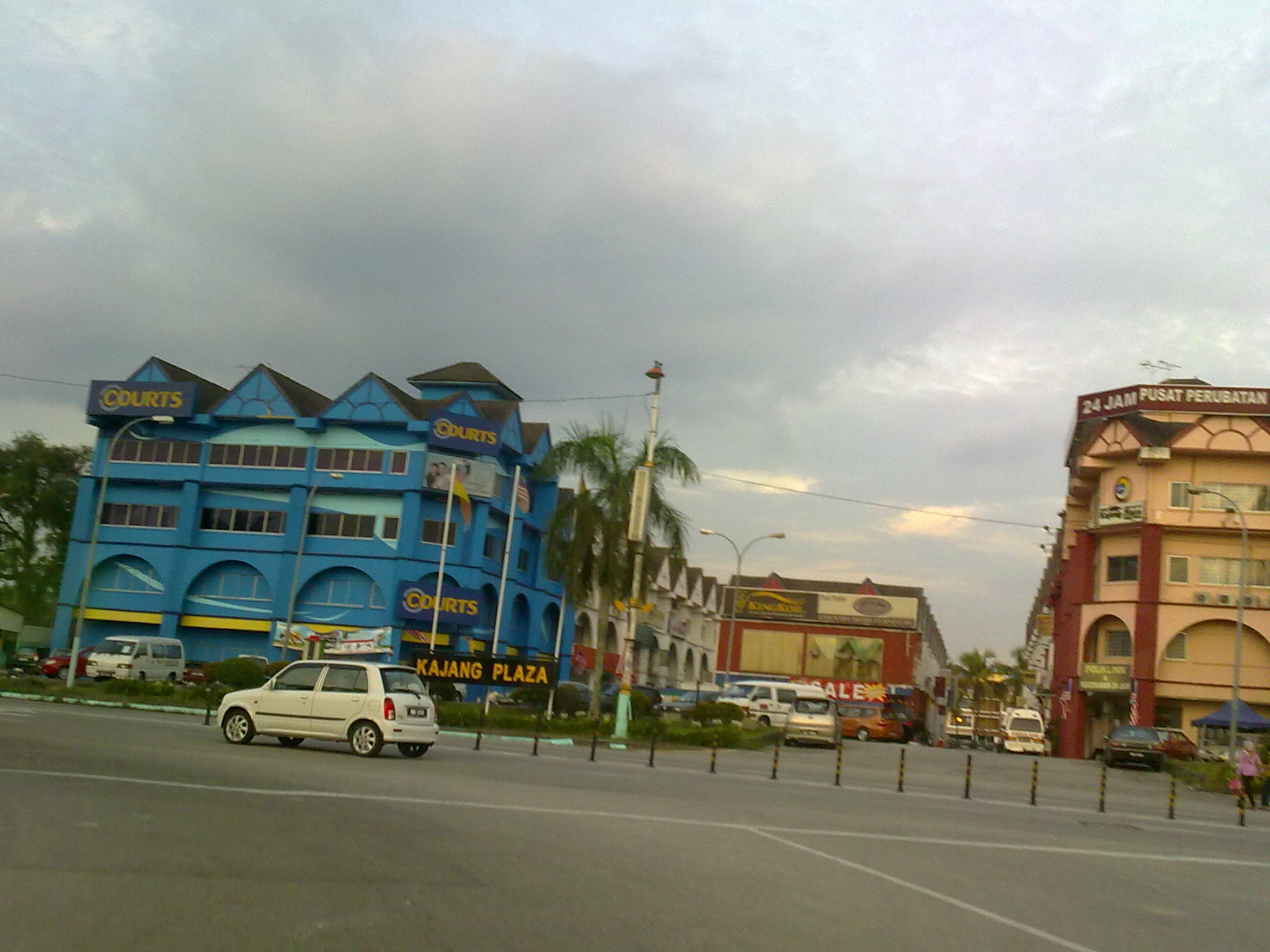
加影广场

### 购物中心
- 万顺
- 巨人
- 莲花超市加影店
- Metro Avenue

莲花超市加影店

- Metro Plaza Kajang（加影美景广场）
- Metro Point

## 教育

### 小学

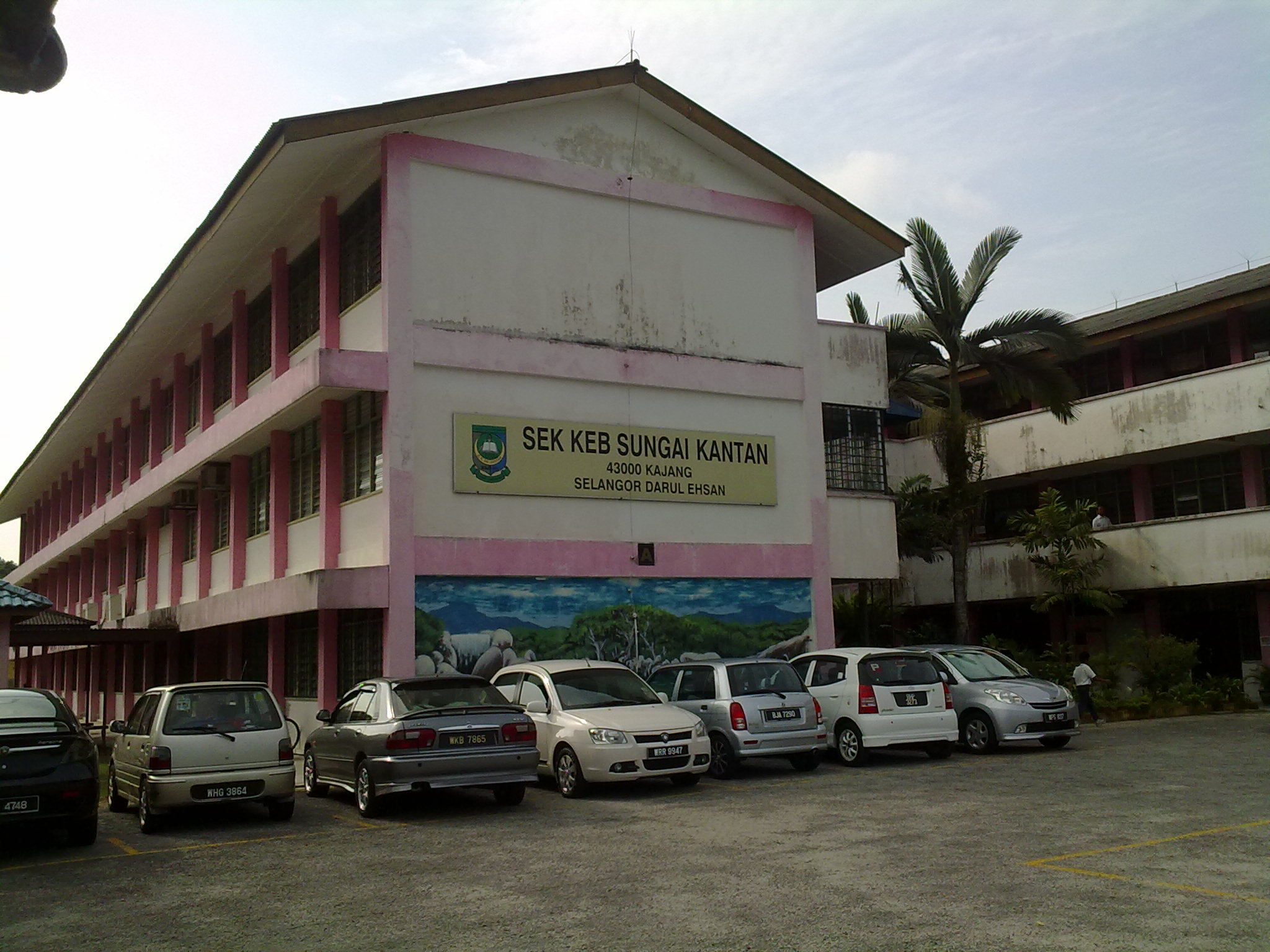
Sungai Kantan国小

- Al-Amin Sungai Tangkas
- Rafflesia International School Kajang2
- SK Jalan Bukit 1
- SK Jalan Bukit 2
- SK Jalan Semenyih 1
- SK Jalan Semenyih 2
- SK Kajang
- SK Kantan Permai
- SK Leftenan Adnan
- SK Saujana Impian
- SK Saujana Impian 2
- SK Taman Jasmin
- SK Taman Sri Jelok
- 加影育华国民型华文小学
- 锡米山华小
- 加影淡小
- Tanarata国际学校
- SK Kajang Utama
- SR Integrasi Tahfiz Ilmuwan Bangi
- SJKC Bandar Kajang 2 加影新城国民型华文小学

### 中学
- 加影修道院国中（SMK Convent Kajang）
- Sekolah Menengah Rafflesia@Kajang 2
- Rafflesia International School@Kajang 2
- SM Teknik Kajang
- SMAP Kajang
- 育华国民型华文中学
- SMK Jalan Bukit
- SMK Jalan Reko
- SMK Kajang Utama
- SMK Saujana Impian
- SMK Sultan Abdul Aziz Shah (SAAS)
- SMK Taman Jasmin 2
- 加影高中
- SMKA Maahad Hamidiah
- SM Integrasi Tahfiz Ilmuwan Bangi
- Tanarata国际学校

### 高等学府
加影的高等教育机构林立，其中包括：
- 拉曼大学（双溪龙校区）
- 国能大学（UNITEN）
- 吉隆坡建设大学（IUKL）
- 新纪元大学学院
- 德国马来西亚学院（GMI）
- 马来西亚法国学院（MFI）
- 吉隆坡大学医药科学和科技学院（MESTECH）